# Lista över ledamöter av Sveriges ståndsriksdag 1678
Ledamöter av Sveriges ståndsriksdag 1678.

## Borgarståndet
| Riksdagsledamot      | Yrke               | Valkrets           | Anmärkningar                                                                    |
| -------------------- | ------------------ | ------------------ | ------------------------------------------------------------------------------- |
| Jonas Björk          | Borgmästare        | Kalmar stad        |                                                                                 |
| Johannes Mogatæus    | Borgmästare        | Linköpings stad    |                                                                                 |
| Lars Mogatæus        | Borgmästare        | Söderköpings stad  |                                                                                 |
| Tore Andersson       | Rådman             | Skänninge stad     |                                                                                 |
| Anders Krabbeson     | Rådman             | Vadstena stad      |                                                                                 |
| Dithlof Schierholtz  | Borgare            | Ronneby stad       |                                                                                 |
| Olof Tyreson         | Borgmästare        | Åmåls stad         |                                                                                 |
| Lars Esbjörnsson     | Rådman             | Eksjö stad         |                                                                                 |
| Camen                | Sekreterare        | Enköpings stad     |                                                                                 |
| Lars Jönsson         | Rådman             | Vimmerby stad      |                                                                                 |
| Peter Danckwardt     | Borgmästare        | Norrköpings stad   |                                                                                 |
| Anders Bergius       | Borgmästare        | Södertälje stad    | Borgmästare i Nyköping. Representerade även Nyköpings stad och Trosa stad.      |
| Anders Bergius       | Borgmästare        | Trosa stad         | Borgmästare i Nyköping. Representerade även Södertälje stad och Nyköpings stad. |
| Anders Bergius       | Borgmästare        | Nyköpings stad     | Borgmästare i Nyköping. Representerade även Södertälje stad och Trosa stad.     |
| Gunnar Månsson       | Rådman             | Skara stad         |                                                                                 |
| Hakon Anderson       | Rådman             | Bogesunds stad     |                                                                                 |
| Olof Thegner         | Borgmästare        | Stockholms stad    |                                                                                 |
| Daniel Caméen        | Sekreterare        | Stockholms stad    |                                                                                 |
| Bångh                | Rådman             | Stockholms stad    |                                                                                 |
| Michael Törne        | Rådman             | Stockholms stad    |                                                                                 |
| Perman               | Borgare            | Stockholms stad    |                                                                                 |
| Wilhelm Helledaij    | Borgare            | Stockholms stad    |                                                                                 |
| Algut Hansson        | Rådman             | Filipstads stad    |                                                                                 |
| Anders Hinderson     | Rådman             | Nora stad          |                                                                                 |
| -                    | -                  | Askersunds stad    |                                                                                 |
| Erich Bergh          | Borgare och kämnär | Karlstads stad     |                                                                                 |
| Johan Rasmusson      | Rådman             | Västerås stad      |                                                                                 |
| Per Hansson Zenius   | Borgmästare        | Sala stad          |                                                                                 |
| Olof Spongius        | Rådman             | Örebro stad        |                                                                                 |
| Christian Nycop      | Borgmästare        | Köpings stad       |                                                                                 |
| Nils Jacobson        | Borgmästare        | Borås stad         |                                                                                 |
| Peder Olofsson       | Rådman             | Borås stad         |                                                                                 |
| Laurentius Lundenius | Syndikus           | Göteborgs stad     |                                                                                 |
| Böker                | Sekreterare        | Göteborgs stad     |                                                                                 |
| Jacob Hervegh        | Handelsman         | Göteborgs stad     |                                                                                 |
| Olof Simonsson       | Handelsman         | Göteborgs stad     |                                                                                 |
| Anders Björn         | Borgmästare        | Strängnäs stad     | Representerade även Torshälla stad.                                             |
| -                    | -                  | Mariefreds stad    |                                                                                 |
| -                    | -                  | Eskilstuna stad    |                                                                                 |
| Olof Törsson         | Borgmästare        | Åmåls stad         |                                                                                 |
| Johan Michelsson     | Borgmästare        | Karlshamns stad    |                                                                                 |
| -                    | -                  | Växjö stad         |                                                                                 |
| Per Håkansson        | Borgare            | Jönköpings stad    |                                                                                 |
| Anders Eriksson      | Borgare            | Jönköpings stad    |                                                                                 |
| Lars Svensson        | Borgare            | Alingsås stad      |                                                                                 |
| Barckhusen           | Borgmästare        | Arboga stad        |                                                                                 |
| Ekebom               | Borgmästare        | Halmstads stad     |                                                                                 |
| Johan Miltopaeus     |                    | Åbo                |                                                                                 |
| -                    | -                  | Nådendal           |                                                                                 |
| Daniel Christiernin  | Borgmästare        | Gävle stad         | Borgmästare i Gävle. Representerade även Söderhamns stad.                       |
| Wilhelm Lindh        | Borgmästare        | Lidköpings stad    |                                                                                 |
| Johan Alander        |                    | Sundsvalls stad    |                                                                                 |
| -                    | -                  | Härnösands stad    |                                                                                 |
| -                    | -                  | Hudiksvalls stad   |                                                                                 |
| Lars Lindebom        | Borgmästare        | Västerviks stad    |                                                                                 |
| Lars Davidsson       | Borgmästare        | Laholms stad       |                                                                                 |
| Olof Snellman        | Rådman             | Nystad             |                                                                                 |
| -                    | -                  | Björneborg         |                                                                                 |
| -                    | -                  | Raumo              |                                                                                 |
| Jacob Larsson        | Borgmästare        | Hjo stad           |                                                                                 |
| -                    | -                  | Skövde stad        |                                                                                 |
| -                    | -                  | Falköpings stad    |                                                                                 |
| -                    | -                  | Mariestads stad    |                                                                                 |
| Håkon Ekingh         | Rådman             | Kristinehamns stad |                                                                                 |
| Hindrich Peterson    | Handelsman         | Kungsbacka         | Handelsman i Halmstad.                                                          |
| Henrich Kock         | Borgmästare        | Falu stad          | Representerade även Bergslagen.                                                 |
| Renholt Gropman      |                    | Borgå              |                                                                                 |
| Hans Jenson          | Rådman             | Varbergs stad      |                                                                                 |
| Anders Torson        |                    | Alingsås stad      |                                                                                 |
| Hinrich Forbus       | Borgmästare        | Uleåborg           |                                                                                 |
|                      |                    | Nykarleby          |                                                                                 |
|                      |                    | Vasa stad          |                                                                                 |
| Lohrman              |                    | Uppsala stad       |                                                                                 |
|                      |                    | Östhammars stad    |                                                                                 |
|                      |                    | Öregrunds stad     |                                                                                 |
|                      |                    | Sigtuna stad       |                                                                                 |
|                      |                    | Norrtälje stad     |                                                                                 |
| Johan Miltopaeus     |                    | Brahestad          |                                                                                 |
| Daniel Christiernin  | Borgmästare        | Söderhamns stad    | Borgmästare i Gävle. Representerade även Gävle stad.                            |
| Bertil Wulf          | Rådman             | Ekenäs             |                                                                                 |
|                      |                    | Varbergs stad      |                                                                                 |
| Erich Forsingh       |                    | Helsingfors        |                                                                                 |
| Anders Jonsson       |                    | Viborg             |                                                                                 |
| Heubelin             | Rådman             | Malmö stad         |                                                                                 |